# Münchner Zeitungsputsch
Der Münchner Zeitungsputsch war der gescheiterte Versuch, am 6. Dezember 1918 eine Druckerei der bürgerlichen Presse unter die „Kontrolle der Arbeiter“ zu stellen und Innenminister Erhard Auer zum Rücktritt aus dem Ministerrat von Kurt Eisner zu nötigen.
Im Rahmen einer Demonstration wurde das Münchner Buchgewerbehaus M. Müller & Sohn von  im Carré Schellingstraße / Barer Straße besetzt. Erich Mühsam erklärte den anwesenden Arbeitern, sie seien nun Teilhaber des Betriebes. Es wurde ein Plakat gedruckt:

„Kameraden! Folgt unserm Beispiel und verwirklicht die sozialistischen Ziele. Es lebe die internationale, sozialistische Weltrepublik! Die revolutionären Internationalisten Bayerns"“

In der Münchener Post berichtet Erhard Auer: „Am 7. Dezember 1918 nachts 12.15 Uhr bin ich von ungefähr 300 bewaffneten Männern in meiner Wohnung überfallen und gezwungen worden, das Ministeramt niederzulegen. Die Kerls verlangten sogar, er müsse unterschreiben, daß er freiwillig gehe. Der Gewalt weichend erklärte ich ..., daß ich das Amt als Minister des Innern niederlege.“ Kurt Eisner nahm den Rücktritt nicht an.